# Reotaksja
Reotaksja - reakcja na kierunek ruchu środowiska ciekłego. Występuje np. u pierwotniaków żyjących w środowisku o szybkim przepływie wody, a także u form pasożytniczych, bytujących m.in. w układzie krążenia, w skrzelach czy układzie wydalniczym. Reotaksja dodatnia - obiekt porusza się przeciwnie do kierunku ruchu cieczy, reotaksja ujemna - zgodnie z prądem. 
Reotaksja ryb - jest to zachowanie się ryb w prądzie wody. Ryby przeważnie wykazują reotaksję dodatnią, czyli obracają się głową w kierunku prądu i płyną do przodu, nie dając się znosić wodzie.Zjawisko reotaksji związane jest z działaniem trzech narządów zmysłu ryby: wzroku, dotyku, linii bocznej. Wzrok odgrywa tu decydującą rolę. 
Przykład: plemniki w środowisku dróg rodnych kobiety dostają się do komórki jajowej właśnie dzięki m.in. reotaksji dodatniej.